# Шафиев, Бахтигарей Агзамович
Бахтигарей Агзамович Шафиев (баш. Бәхтегәрәй Ағзәм улы Шәфиев, 5 февраля 1897, д. Имангулово — 19 августа 1918, Оренбургская волость) — участник революционного движения в России.

## Биография
Родился в семье бедного крестьянина, башкира. Благодаря своему дяде Ахметгарею Шафиеву Бахтигарай смог получить образование. Он учился в оренбургском медресе «Хусаиния» (1910-14), Саиткуловском русско-башкирском училище (1914-15). Поступил в Оренбургскую фельдшерско-акушерскую школу.
В 1917 году возглавляет «Общество учащихся мусульман Оренбурга». В этом же году вступает в РСДРП(б) и начинает вести пропагандистскую работу среди башкир и татар Оренбургской губернии.
С января 1918 года избирается членом Оренбургского мусульманского военно-революционного комитета. С февраля 1918 года становится заместителем председателя Временного Революционного Совета Башкортостана, ответственным редактором газеты «Башкурдистан», членом Оренбургского губисполкома Совета рабочих, солдатских и крестьянских депутатов.
С апреля 1918 года член Центрального татаро-башкирского комиссариата при Наркомнаце РСФСР (Москва).
Летом направлен на агитационную работу в Оренбургскую губернию. В июне 1918 года арестован у д. Кабанкино Оренбургского уезда казаками-дутовцами и заключен в тюрьму в г. Оренбург. Расстрелян в августе 1918 года. Абдулла Давлетшин писал о его гибели: «Когда он был в тюрьме, группа молодежи Оренбурга обратилась к Дутову и просила его: „Не загубите жизнь юноши“, а Дутов заявил им, якобы, так: „Мы отдаем его валидовцам, а они что хотят, то и пусть делают“. Валидовцы расстреляли Шафиева. Говорят, что когда его казнили, присутствовал при этом мулла Сагит Мрясов».

## Память
Именем Шафиева названы улицы в городах Уфе, Оренбурге,Стерлитамаке, Минске селе Мраково и Верхние Киги